# Zu viel Glück

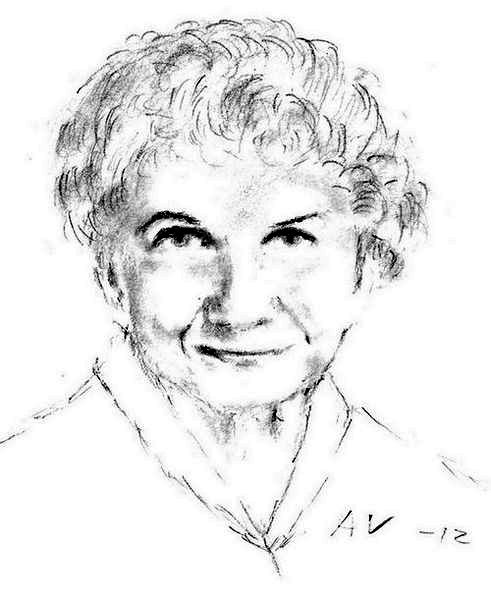
Alice Munro, Nobelpreis für Literatur 2013

Zu viel Glück (im Original Too Much Happiness, 2009) ist der dreizehnte Band mit Erzählungen von Alice Munro. Einige der enthaltenen Werke wurden mit der Bekanntgabe des Nobelpreises für Alice Munro in der bei The New Yorker erschienenen Fassung frei online lesbar gemacht. Die deutschsprachige Übersetzung von Heidi Zerning, 2011 bei S. Fischer in Frankfurt am Main verlegt, umfasst 362 Seiten. Die Sammlung trägt die Widmung „To David Connelly“. 
Der Titel der Sammlung könne in seiner Ironie kaum grausamer sein, denn mit einem Zuviel an Glück müssten sich die Menschen, die hier vorkommen, definitiv nicht herumschlagen. Es gebe sieben Morde, einen tödlichen Autounfall, Tode infolge diverser Krankheiten, einen Freitod und eine Selbstverstümmelung, Ehen, die enden, und es würden Leute physisch oder mental gebrandmarkt. So heißt es in Peter Kemps Eröffnung seines Review des Bandes in der Sunday Times im August 2009.
Zu viel Glück enthält Stories, die zwar mit Sensationen wie Doppelspiel, Diebstahl und Gewalt aufwarten. Diese sind aber wenig mehr als ein Vorspann für subtile und weitreichende thematische Reflexionen per Nachhall, meint Leah Hager Cohen in ihrer Rezension in der New York Times im November 2009. Sogar die Form der Dinge scheine sich zu wandeln, während wir weiterlesen und derweil überlegen, was wir wichtig finden und warum. Die Überraschungen in der Entwicklung einer Story hätten anfangs einen destabilisierenden Effekt, danach seien sie auf unerwartete Weise bestätigend. Neun der zehn Werke dieses Bandes hätten gemeinsam, dass sie nicht in Zentren großer Städte spielen, sondern in Vorstädten oder auf dem Land. In ihnen gehe es darum, wie physische und subtile Gewalt zum Alltag gehört, wie Menschen miteinander umgehen und das Leben trotzdem weitergeht. Munro erzähle ohne Aufregung und in feinen Nuancierungen von Mord und Totschlag, von Ahnungslosigkeit, Hilflosigkeit, Schuldigwerden und Wehrhaftigkeit. Die Titelgeschichte sei insofern besonders, als an den äußeren Daten nichts erfunden sei, sondern auf historischen Fakten des Lebens der Mathematikerin Sofia Kowalewskaja beruhe, das im 19. Jahrhundert in Russland beginnt und in Stockholm im Alter von 41 Jahren endet. In diesem Band sei „die Tönung der Szenen [...] insgesamt eingedunkelt“, es sei mehr von Abschied die Rede, aber weder sei die Stimmung düster noch der Ausblick pessimistisch oder melancholisch. Meyer-Gosau meint, dass die literarischen Mittel kaum Zweifel darüber ließen, ob das, was erzählt wird, sich tatsächlich so konsequent vollzieht, wie dies suggeriert werde.
Die Story „Wenlock Edge“ sei von der Erzähltechnik her in miteinander verschränkten Behältern (emboîtement) konstruiert und stehe auch inhaltlich in enger Beziehung zu dem mittelenglischen Werk Sir Gawain and the Green Knight, schreibt die Literaturwissenschaftlerin Joanna Luft. Ähnlich wie bei Sir Gawain offenbare das emboîtement in Wenlock Edge sowohl Verräterisches als auch Komplizenhaftes bezüglich der Beziehungsarrangements, in die sich die Hauptfigur selbst verwickelt hat.

## Enthaltene Werke
- Dimensionen (Dimensions, zuvor unter dem Titel Dimension (im Singular), Version vom 5. Juni 2006 bei The New Yorker), S. 9
- Erzählungen (Fiction, 2009), S. 45
- Der Grat von Wenlock (Wenlock Edge, Version vom 5. Dezember 2005 bei The New Yorker, die Story wurde für diese Sammlung überarbeitet.[4]), S. 79
- Tieflöcher (Deep-Holes, Version vom 30. Juni 2008 bei The New Yorker), S. 115
- Freie Radikale (Free Radicals, Version vom 11. Februar 2008 bei The New Yorker), S. 141
- Gesicht (Face, Version 8. September 2008 bei The New Yorker), S. 167
- Manche Frauen (Some Women), S. 197
- Kinderspiel (Child’s Play), S. 225
- Holz (Wood, bei New Haven Review (Memento vom 2. November 2013 im Internet Archive)), S. 269
- Zu viel Glück (Too Much Happiness), S. 297

- Danksagung (Acknowledgements), S. 365[5]